# Кабинет министров Австралии
Кабинет министров Австралии (англ. Cabinet of Australia) — представляет собой совет основных австралийских министров, ответственных за свои действия непосредственно перед парламентом Австралии. Кабинет министров назначается генерал-губернатором Австралии по представлению премьер-министра страны и выполняет свои обязанности под руководством последнего. Закрытые заседания кабинета проходят один раз в неделю, и на них происходит обсуждение и принятие решений по основным вопросам политической, экономической и культурной жизни Австралии. Кроме министров, входящих в кабинет, в Австралии существует целый ряд «младших министров», которые не входя в кабинет министров, выполняют свои обязанности под контролем министров кабинета.
Конституция Австралии не определяет законодательный статус кабинета министров, и, таким образом, его решения не имеют законодательной силы. Все члены кабинета являются одновременно членами Исполнительного совета, который согласно конституции управляется генерал-губернатором. Именно этот орган служит для придания решениям, принятым кабинетом министров, законной силы. Однако на практике генерал-губернатор не имеет больше той реальной власти на территории страны, которая была у него раньше, поэтому для соблюдения конституционной процедуры один из министров имеет титул вице-президента исполнительного совета и замещает, таким образом, генерал-губернатора в этом институте власти.

## Министерства
- Министерство генерального прокурора Австралии
- Министерство здравоохранения и по делам престарелых Австралии
- Министерство изменений климата и энергетической эффективности Австралии
- Министерство иммиграции и гражданства Австралии
- Министерство инноваций, промышленности, науки и исследований Австралии
- Министерство информации Австралии
- Министерство инфраструктуры и транспорта Австралии
- Министерство обороны Австралии
- Министерство образования, занятости и трудовых отношений Австралии
- Министерство по делам ветеранов Австралии
- Министерство природных ресурсов, энергетики и туризма Австралии
- Министерство сельского, рыбного и лесного хозяйств Австралии
- Министерство семей, жилищного строительства, государственной службы и по делам коренного населения Австралии
- Министерство социальных служб Австралии
- Министерство финансов и дерегулирования Австралии
- Министерство широкополосных частот, коммуникаций и цифровой экономики Австралии
- Министерство иностранных дел и торговли Австралии
- Министерство окружающей среды Австралии

## Другие органы
- Австралийская администрация лекарственных средств
- Австралийская администрация регулирования с совещательным правом
- Австралийская комиссия по вопросам конкуренции и защиты потребителей
- Австралийская комиссия по правам человека
- Австралийская комиссия по производительности
- Австралийская Комиссия по реформе законодательства
- Австралийская комиссия по ценным бумагам и инвестициям
- Австралийская служба карантина и инспекций
- Австралийская таможенная служба
- Австралийская торговая комиссия
- Австралийский отчетно-аналитический центр транзакций
- Австралийский центр международных сельскохозяйственных исследований
- Австралийское агентство по международному развитию
- Австралийское бюро сельскохозяйственной и ресурсной экономики
- Австралийское управление связи и СМИ
- Администрация рыбного хозяйства Австралии